# Giuseppe Maria Jacchini
Giuseppe Maria Jacchini (spesso citato anche come Jachini o Iacchini; Bologna, 16 luglio 1667 – Bologna, 2 maggio 1727) è stato un violoncellista e compositore italiano del periodo barocco appartenente alla scuola bolognese.

## Biografia
Iniziò la sua attività musicale, intorno ai dieci anni, divenendo cantore presso la basilica di San Petronio che al tempo aveva una fiorente cappella musicale che era il centro dell'attività musicale di Bologna.
Studierà contrappunto con Giacomo Antonio Perti e violoncello con Domenico Gabrielli, presso la stessa basilica di San Petronio. Diverrà successivamente violoncellista titolare nel 1689 presso la stessa basilica distinguendosi per il proprio virtuosismo.
Nel 1688 venne inserito nella classe dei compositori dell'Accademia filarmonica di Bologna. Nel periodo 1716-19 divenne maestro di violoncello nel collegio dei nobili di S. Francesco Saverio a Bologna.
Morì a Bologna all'età di sessant'anni.

## Composizioni
Le sue composizioni riguardano essenzialmente musica strumentale per archi con predilezione per il violoncello che all'epoca veniva utilizzato essenzialmente come basso continuo e che lui decise di trasformarne e nobilitarne l'impiego.
- Sonate a violino e violoncello, et a violoncello solo per camera, Op.1 (Bologna 1692-1695)
- Sonate da camera a tre e quattro strumenti, Op.2 (Bologna 1695)
- Concerti per camera a violino e violoncello solo, e nel fine due sonate a violoncello solo col basso, Op.3 (Modena 1697)
- Concerti per camera a 3 e 4 strumenti, con violoncello obligato, Op.4 (Bologna 1701)
- Trattenimenti per camera a 3, 4, 5 e 6 Strumenti, Op.5